# 積水ハウス・リート投資法人
積水ハウス・リート投資法人（せきすいハウスリートとうしほうじん）は、東京都港区に本部を置く投資法人。東証上場のJ-REIT。

## 概要
積水ハウスがスポンサーであり、資産運用会社は積水ハウス完全子会社の積水ハウス・アセットマネジメントである。
総合型リートであり、住居とオフィスビルを中核資産とする他、ホテルも組み入れられている。
2014年12月の上場当初は、オフィスを中心に商業やホテルを中心としていたが、2018年5月に「積水ハウス・レジデンシャル投資法人」と合併し、住居とオフィスを中核資産とする形になった。
2023年にはより住居を中心とするポートフォリオを構築する方針に変更した。

## 沿革
- 2014年（平成26年）9月8日 - 本投資法人の設立（資産運用会社は「積水ハウス投資顧問」）。
- 2014年（平成26年）12月3日 - 東京証券取引所に上場（証券コード：3309）。
- 2018年（平成30年）5月1日 - 「積水ハウス・レジデンシャル投資法人」を吸収合併（資産運用会社は「積水ハウス・アセットマネジメント」に商号変更）。

## ポートフォリオ
資産規模5,329億円、物件数121物件である（2020年12月15日現在）。うち113物件が住居であり、「エスティメゾン」「プライムメゾン」等のブランドの賃貸マンションである。
オフィス・ホテルの組入物件は以下の通り。
- ガーデンシティ品川御殿山
- 御殿山SHビル
- 本町南ガーデンシティ
- 本町ガーデンシティ（オフィスビル部分・ホテル部分）
- HK淀屋橋ガーデンアベニュー
- 広小路ガーデンアベニュー
- 赤坂ガーデンシティ
- ザ・リッツ・カールトン京都 - 2019年1月に40%取得[7]、2020年4月に9%追加取得[8]、2022年8月に売却[9]。

## 積水ハウス・レジデンシャル投資法人
2005年7月28日、ジョイント・コーポレーションをスポンサーとするジョイント・リート投資法人として東証に上場。
その後、ジョイント・コーポレーションは経営不振となり、2010年3月に積水ハウスとスプリング・インベストメント（2023年に東京ガスに買収され、現在は東京ガス不動産投資顧問）が新たなスポンサーとなり、資産運用会社は「ジョイント・キャピタル・パートナーズ」から「積水ハウス・SIアセットマネジメント」に商号変更となった。また、2010年6月30日に投資法人の商号は積水ハウス・SI投資法人に変更。
2014年6月11日には積水ハウス・SIレジデンシャル投資法人に再び商号変更。
2017年3月に積水ハウス単独スポンサー体制に以降し、資産運用会社が「積水ハウス・アセットマネジメント株式会社」に商号変更。2017年6月7日に投資法人の商号を積水ハウス・レジデンシャル投資法人に変更。
2018年4月25日に上場廃止、5月1日に「積水ハウス・リート投資法人」に吸収合併され消滅した。資産運用会社の「積水ハウス・アセットマネジメント」は、積水ハウス・リート投資法人の資産運用会社の「積水ハウス投資顧問」に吸収合併され、消滅した（積水ハウス投資顧問は合併後に「積水ハウス・アセットマネジメント」に商号変更）。

## 出資法人の概況 (2020年10月31日現在)

### 出資の状況
- 発行可能投資口総数 - 20,000,000口
  - 発行済投資口数 - 4,288,666口
  - 投資主数 - 19,279名(前中間比△293名)

### 投資口に関する事項(上位10名)
| 氏名又は名称                                  | 所有投資口数(口) | 発効済投資口の総口数に対する 所有投資口数割合(%) |
| --------------------------------------------- | ---------------- | ------------------------------------------------ |
| 日本カストディ銀行(信託口)                    | 1,041,318        | 24.28                                            |
| 日本マスタートラスト信託銀行株式会社(信託口)  | 704,667          | 16.43                                            |
| 積水ハウス株式会社                            | 200,750          | 4.68                                             |
| 野村信託銀行株式会社                          | 195,991          | 4.57                                             |
| 日本カストディ銀行(証券投資信託口)            | 106,021          | 2.47                                             |
| SMBC日興証券株式会社                          | 72,234           | 1.68                                             |
| STATE STREET BANK WEST CLIENT - TREATY 505234 | 55,645           | 1.30                                             |
| JP MORGAN CHASE BANK 385771                   | 43,495           | 1.01                                             |
| 三菱UFJモルガン・スタンレー証券株式会社       | 35,977           | 0.84                                             |
| BNYM AS AGT/CLTS 10%                          | 33,699           | 0.79                                             |

### 投資法人の資産構成
| 資産の種類       | アセットカテゴリー | 地域       | 保有総額(百万円) | 対総資産比率 |
| ---------------- | ------------------ | ---------- | ---------------- | ------------ |
| 信託不動産       | 居住用不動産       | 東京圏     | 187,835          | 34.1         |
| 信託不動産       | 居住用不動産       | その他地域 | 56,858           | 10.3         |
| 信託不動産       | 商業用不動産等     | 三大都市圏 | 278,381          | 50.2         |
| 預金・その他資産 |                    |            | 30,991           | 5.6          |